# Catribana
Catribana é uma pequena aldeia que pertence ao Município de Sintra.
Lá se encontra uma ponte e uma pequena rede de estradas romanas. A origem do topónimo Catribana pode estar relacionada com o árabe "katra banat" que significa "muitas filhas".